# Хольтун
Хольтун (ица Holtun — букв. «каменная голова»; первонач. Ла-Макьяна) — бывший город цивилизации майя.

## Общие сведения
Руины располагаются в 1,3 км к югу от деревни Ла-Макьяна в департаменте Петен в северной части Гватемалы. Территория холмистая, сильно изрезанная. Месторасположение руин находится на высоте 300 м от уровня моря и с трёх сторон: на юге, востоке и западе — ограничено пересыхающими водными потоками. Ближайшая река протекает в 3 км от бывшего города. На территории обнаружено примерно 115 отдельных структур, расположенных вдоль оси север-юг. Структуры относятся к шести архитектурным группам: четыре на вершине холма и две — у подножия в местах, которые не подвержены сезонным наводнениям.
Хольтун расположен среди нескольких крупных городов майя классического периода: в 35 км на северо-западе находится Тикаль, в 12,3 км на севере — Йашха, в 25 км на северо-восток — Наранхо.
Первоначально город получил название по ближайшему населённому пункту — Ла-Макьяна, но затем был переименован в Хольтун, что в переводе с ица, одного из местных языков майя, означает «каменная голова».

## История
Первые поселения на территории Хольтуна датируются серединой предклассического периода майя. Исчезновение города относят к позднему классическому периоду.
В 1994 году Гватемальский институт антропологии и истории получил первые сообщения о археологических находках в районе между муниципалитетами Флорес и Мелчор-де-Менкос. Сформированная экспедиция обнаружила город частично разграбленным, по оценкам учёных древности начали похищать примерно за 6-8 месяцев до прибытия экспедиции. Гватемальская экспедиция работала на месте в июне и июле 1994 года. В 2010 году руины повторно исследовали американские учёные из Южного методистского университета, впоследствии составившие его трёхмерную карту.